# U-552 (tàu ngầm Đức)
U-552 là một tàu ngầm tấn công  Lớp Type VII thuộc phân lớp Type VIIC được Hải quân Đức Quốc Xã chế tạo trong Chiến tranh Thế giới thứ hai. Nhập biên chế năm 1940, nó đã thực hiện được mười lăm chuyến tuần tra, đánh chìm tổng cộng 30 tàu buôn, một tàu chiến và một tàu chiến phụ trợ với tổng tải trọng 163.756 GRT và 1.190 tấn, đồng thời gây hư hại cho ba tàu buôn với tổng tải trọng 26.910 GRT. U-552 đã đánh chìm tàu khu trục USS Reuben James, là tàu chiến Hải quân Hoa Kỳ đầu tiên bị mất trong Thế Chiến II trong khi Hoa Kỳ vẫn còn trung lập; và nó cũng liên can đến vụ giết hại những người sống sót sau khi đánh chìm tàu buôn David H. Atwater.
U-552 được rút về làm nhiệm vụ huấn luyện tại biển Baltic từ tháng 4, 1944, rồi xuất biên chế vào tháng 2, 1945. Khi Thế Chiến II bước vào giai đoạn kết thúc, U-552 bị đánh đắm tại Wilhelmshaven trong khuôn khổ Chiến dịch Regenbogen vào ngày 5 tháng 5, 1945 để tránh bị lọt vào tay lực lượng Đồng Minh.

## Thiết kế và chế tạo

### Thiết kế

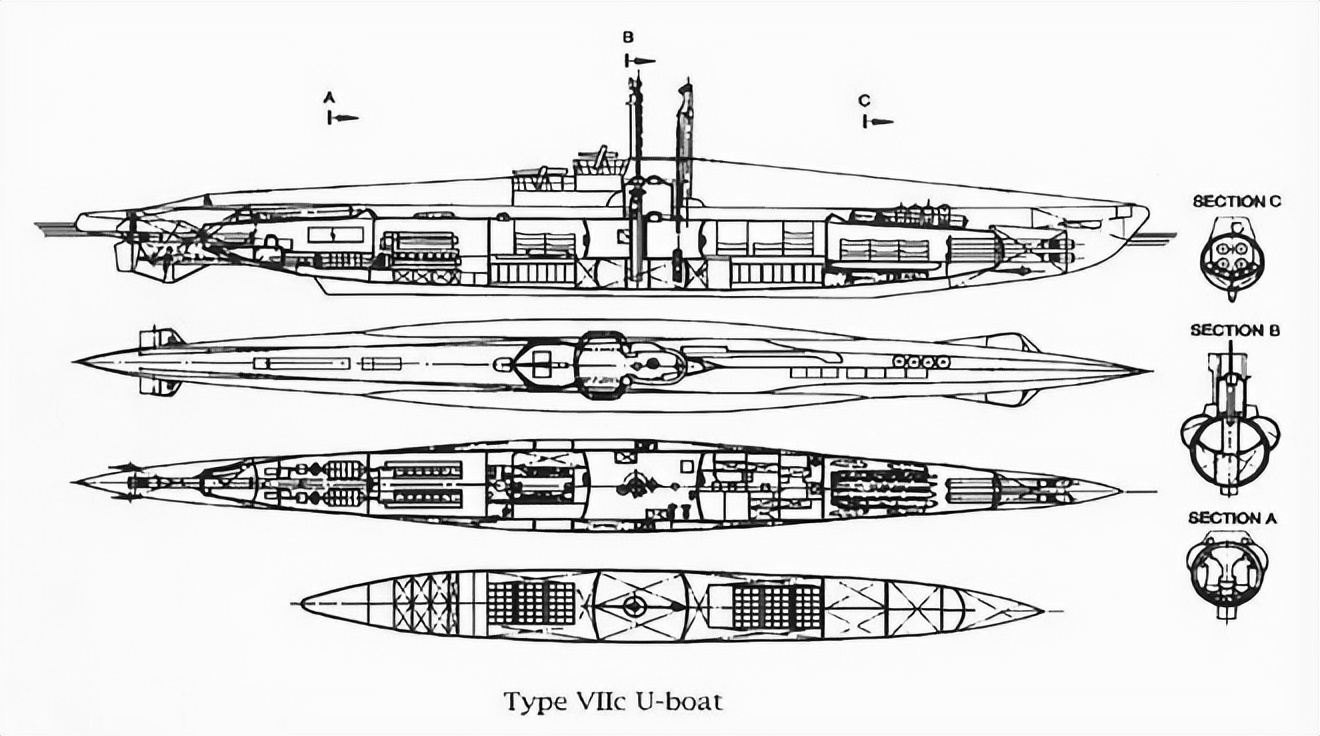
Sơ đồ các mặt cắt một tàu ngầm Type VIIC

Phân lớp VIIC của Tàu ngầm Type VII là một phiên bản VIIB được kéo dài thêm. Chúng có trọng lượng choán nước 769 t (757 tấn Anh) khi nổi và 871 t (857 tấn Anh) khi lặn). Con tàu có chiều dài chung 67,10 m (220 ft 2 in), lớp vỏ trong chịu áp lực dài 50,50 m (165 ft 8 in), mạn tàu rộng 6,20 m (20 ft 4 in), chiều cao 9,60 m (31 ft 6 in) và mớn nước 4,74 m (15 ft 7 in).
Chúng trang bị hai động cơ diesel Germaniawerft F46 siêu tăng áp 6-xy lanh 4 thì, tổng công suất 2.800–3.200 PS (2.100–2.400 kW; 2.800–3.200 bhp), dẫn động hai trục chân vịt đường kính 1,23 m (4,0 ft), cho phép đạt tốc độ tối đa 17,7 kn (32,8 km/h), và tầm hoạt động tối đa 8.500 nmi (15.700 km) khi đi tốc độ đường trường 10 kn (19 km/h). Khi đi ngầm dưới nước, chúng sử dụng hai động cơ/máy phát điện Garbe, Lahmeyer & Co. RP 137/c  tổng công suất 750 PS (550 kW; 740 shp). Tốc độ tối đa khi lặn là 7,6 kn (14,1 km/h), và tầm hoạt động 80 nmi (150 km) ở tốc độ 4 kn (7,4 km/h). Con tàu có khả năng lặn sâu đến 230 m (750 ft).
Vũ khí trang bị có năm ống phóng ngư lôi 53,3 cm (21 in), bao gồm bốn ống trước mũi và một ống phía đuôi, và mang theo tổng cộng 14 quả ngư lôi, hoặc tối đa 22 quả thủy lôi TMA, hoặc 33 quả TMB. Tàu ngầm Type VIIC bố trí một hải pháo 8,8 cm SK C/35 cùng một pháo phòng không 2 cm (0,79 in) trên boong tàu. Thủy thủ đoàn bao gồm 4 sĩ quan và 40-56 thủy thủ.

### Chế tạo
U-552 được đặt hàng vào ngày 25 tháng 9, 1939, và được đặt lườn tại xưởng tàu của hãng Blohm & Voss ở Hamburg vào ngày 1 tháng 12, 1939. Nó được hạ thủy vào ngày 14 tháng 9, 1940, và nhập biên chế cùng Hải quân Đức Quốc Xã vào ngày 4 tháng 12, 1940 dưới quyền chỉ huy của Hạm trưởng, Thiếu tá Hải quân Erich Topp.

## Lịch sử hoạt động

### 1941

#### Chuyến tuần tra thứ nhất
Sau khi di chuyển từ cảng Kiel, Đức đến Helgoland trong tháng 2, 1941, U-552 khởi hành từ đây vào ngày 18 tháng 2 cho chuyến tuần tra đầu tiên trong chiến tranh. Nó tiến ra Bắc Hải, rồi băng qua khe GI-UK giữa các quần đảo Shetland và Faroe để vòng qua quần đảo Anh nhằm hoạt động tại các vùng biển Đại Tây Dương về phía Đông Nam Iceland và phía Tây Ireland (Khu vực tiếp cận phía Tây).
Trong Đại Tây Dương vào ngày 21 tháng 2, nó bị một máy bay đối phương tấn công, và chịu đựng một ít hư hại. Ở vị trí về phía Tây Bắc Scotland vào ngày 1 tháng 3, nó phóng ngư lôi đánh chìm tàu chở dầu Anh Cadillac 12.062 GRT, vốn bị tách rời khỏi Đoàn tàu HX-109 do thời tiết xấu, tại tọa độ 60°06′B 11°46′T / 60,1°B 11,767°T. Đến ngày 10 tháng 3, ở vị trí về phía Nam Iceland, nó tấn công tàu đánh cá Iceland Reykjaborg 687 GRT bằng hài pháo, đánh chìm mục tiêu tại tọa độ 58°51′B 11°00′T / 58,85°B 11°T.
U-552 kết thúc chuyến tuần tra và đi đến cảng St. Nazaire bên bờ Đại Tây Dương của Pháp đã bị Đức chiếm đóng, đến nơi vào ngày 16 tháng 3. St. Nazaire trở thành căn cứ hoạt động chính của chiếc tàu ngầm trong suốt thời gian còn lại của quãng đời hoạt động.

#### Chuyến tuần tra thứ hai
U-552 xuất phát từ St. Nazaire vào ngày 7 tháng 4 cho chuyến tuần tra thứ hai để hoạt động trong vùng biển Bắc Đại Tây Dương về phía Nam Iceland. Nó đi đến địa điểm tuần tra được chỉ định vào ngày 11 tháng 4, và đến 02 giờ 10 phút ngày 27 tháng 4 đã đánh chìm chiếc tàu đánh cá Anh Commander Horton 227 GRT bằng hải pháo ở vị trí khoảng 130 nmi (240 km) về phía Đông Nam Iceland. Đến 14 giờ 12 phút cùng ngày hôm đó, chiếc tàu ngầm phóng một loạt ba ngư lôi đánh chìm chiếc tàu buôn Anh Beacon Grange 10.119 GRT.
Vào xế trưa ngày hôm sau 27 tháng 4, tàu ngầm U-123 bắt gặp Đoàn tàu HX-121, nên đã thông báo cho các tàu ngầm U-65, U-95,U-96 và U-552 cùng phối hợp tấn công. U-552 đã phóng ngư lôi tấn công và gây hư hại nặng cho chiếc tàu chở dầu Anh Capulet 8.190 GRT, buộc thủy thủ đoàn phải bỏ tàu. Capulet bị U-201 đánh chìm vào ngày 2 tháng 5. Ngay sau đó U-552 bị các tàu khu trục HMS Maori và HMS Inglefield thả năm đợt mìn sâu phản công, buộc chiếc U-boat phải lặn trong nhiều giờ để ẩn nấp và chịu đựng một số hư hại.
Sau đó U-552 chuyển hướng đến hoạt động tại vùng biển về phía Tây Scotland và phía Bắc Ireland. Đang khi đi trên mặt nước lúc 21 giờ 40 phút ngày 30 tháng 4, nó bắt gặp một mục tiêu và theo dõi trong nhiều giờ trước khi phóng ngư lôi tấn công lúc 00 giờ 27 phút rạng sáng ngày hôm sau. Hai quả ngư lôi trúng đích đã đánh chìm chiếc tàu chở quân Anh Nerissa 5.583 GRT ở vị trí khoảng 150 nmi (280 km) về phía Tây lối ra vào eo biển Bắc. U-552 kết thúc chuyến tuần tra khi về đến St. Nazaire vào ngày 6 tháng 5.

#### Chuyến tuần tra thứ ba
U-552 khởi hành từ St. Nazaire vào ngày 25 tháng 5 cho chuyến tuần tra thứ ba, và đã hoạt động trong vùng biển Bắc Đại Tây Dương về phía Tây Ireland. Tại đây nó đã lần lượt đánh chìm các tàu buôn Anh Ainderby 4.860 GRT ở vị trí 130 nmi (240 km) về phía Tây Bắc Gweedore, Ireland vào ngày 10 tháng 6; tàu buôn Chinese Prince 8.893 GRT về phía Nam Rockall vào ngày 12 tháng 6; và tàu buôn Norfolk 10.948 GRT ở vị trí 175 nmi (324 km) về phía Tây Bắc Malin Head, Ireland vào ngày 18 tháng 6. Ngay sau đó chiếc U-boat tìm cách tiếp tục tấn công một đoàn tàu vận tải, nhưng phải bỏ dỡ cuộc tấn công khi có nhiều tàu hộ tống đối phương xuất hiện. Nó quay trở về St. Nazaire vào ngày 2 tháng 7.

#### Chuyến tuần tra thứ tư
Chuyến tuần tra tiếp theo của U-552 chỉ kéo dài chín ngày, từ ngày 18 đến ngày 26 tháng 8. Trong vùng biển ngoài khơi Bồ Đào Nha và Tây Ban Nha, nó đã đánh chìm chiếc tàu buôn Na Uy Spind 2.129 GRT bằng hải pháo vào ngày 23 tháng 8.

#### Chuyến tuần tra thứ năm
U-552 xuất phát từ St. Nazaire vào ngày 4 tháng 9 cho chuyến tuần tra thứ năm, và hoạt động trong khu vực Bắc Đại Tây Dương tại eo biển Đan Mạch giữa Greenland và Iceland. Tại đây nó đã tấn công Đoàn tàu SC-44 vào ngày 20 tháng 9, đánh chìm các tàu chở dầu Anh T.J. Williams 8.212 GRT; tàu buôn Panama Pink Star 4.150 GRT; và tàu chở dầu Na Uy Barbaro 6.325 GRT. U-552 kết thúc chuyến tuần tra khi về đến St. Nazaire vào ngày 5 tháng 10.

#### Chuyến tuần tra thứ sáu
Chuyến tuần tra thứ sáu của U-552 kéo dài từ ngày 25 tháng 10 đến ngày 26 tháng 11, khi chiếc tàu ngầm hoạt động tại Khu vực Tiếp cận phía Tây. Sự kiện đáng kể nhất trong chuyến đi này là nó đã đánh chìm chiếc tàu khu trục USS Reuben James vào ngày 31 tháng 10, trở thành chiếc tàu chiến Hoa Kỳ đầu tiên bị đánh chìm trong Thế Chiến II.
USS Reuben James là một trong năm tàu khu trục được phái đi hộ tống cho Đoàn tàu HX-156, và đang ở khoảng 600 nmi (1.100 km) về phía Tây Ireland. Nó đang trong quá trình chuyển hướng để truy tìm một mục tiêu phát hiện qua định vị vô tuyến, khi một quả ngư lôi do U-552 phóng ra đã đánh trúng mạn trái và làm kích nổ hầm đạn phía trước tàu. Toàn bộ phần phía trước chiếc tàu khu trục nổ tung và đắm ngay lập tức. Phần đuôi tàu tiếp tục nổi được trong khoảng năm phút trước khi chìm; các quả mìn sâu nó mang theo không được khóa an toàn lại kích nổ khi chìm xuống nước, giết chết nhiều người đang bơi trên mặt nước. Trong tổng số 160 thành viên thủy thủ đoàn của Reuben James, 115 người đã tử trận, bao gồm toàn bộ sĩ quan của tàu.
Sự kiện USS Reuben James bị đánh chìm đã kích động dư luận tại Hoa Kỳ, đặc biệt là khi phía Đức Quốc Xã từ chối xin lỗi khi tuyên bố chiếc tàu khu trục đã hoạt động tại vùng biển mà phía Đức xem là vùng chiến sự. Cho dù sự kiện này không đưa đến việc Hoa Kỳ tuyên chiến với Đức, nó đưa đến phản ứng khi tàu tuần tra thuộc lực lượng Tuần duyên Hoa Kỳ được điều sang hoạt động như một phần của Hải quân. Quốc hội Hoa Kỳ cũng sửa đổi Đạo luật Trung lập để vũ trang cho tàu buôn đăng ký tại Hoa Kỳ, và cho phép chúng hoạt động tại vùng biển Châu Âu kể từ năm 1939.

### 1942

#### Chuyến tuần tra thứ bảy
Rời St. Nazaire vào ngày 25 tháng 12, 1941 cho chuyến tuần tra thứ bảy, U-552 đã băng qua suốt Đại Tây Dương để hoạt động ngoài khơi Newfoundland, Canada trong khuôn khổ Chiến dịch Paukenschlag (tiếng Anh: Chiến dịch Drumbeat). Tàu ngầm U-boat Đức đạt được thành tích cao do phía Hoa Kỳ đã không chuẩn bị sẵn sàng sau khi chính thức tham gia Thế Chiến II.
Vào ngày 15 tháng 1, 1942, nó phóng ngư lôi đánh chìm chiếc tàu buôn Anh Dayrose 4.113 GRT ở vị trí về phía Tây Nam mũi Race, Newfoundland. Ba ngày sau đó 18 tháng 1, nó lại đánh chim chiếc tàu buôn Hoa Kỳ Frances Salman 2.609 GRT ở vị trí khoảng 7 nmi (13 km) về phía Nam mũi Race. Trên đường quay trở về căn cứ vào ngày 20 tháng 1, U-552 đã phóng ngư lôi đánh chìm chiếc tàu buôn Hy Lạp Maro 3.838 GRT, vốn bị phân tán khỏi Đoàn tàu ON-53, ở vị trí khoảng 525 nmi (972 km) về phía Đông St. John's, Newfoundland. U-552 về đến St. Nazaire vào ngày 27 tháng 1.

#### Chuyến tuần tra thứ tám
Trong chuyến tuần tra thứ tám, cùng xuất phát và kết thúc tại St. Nazaire và kéo dài từ ngày 7 tháng 3 đến ngày 27 tháng 4, U-552 tiếp tục tham gia Chiến dịch Paukenschlag khi hoạt động dọc theo vùng bờ Đông Hoa Kỳ ngoài khơi New England và Virginia. Tại đây nó đã lần lượt đánh chìm tàu chở dầu Hà Lan Ocana 6.256 GRT ở vị trí khoảng 70 nmi (130 km) về phía Đông Nam đảo Cape Sable, Nova Scotia vào ngày 25 tháng 3.
Tuy nhiên sự kiện gây nhiều tranh cãi trong chuyến đi này là phương cách chiếc U-boat đánh chìm tàu buôn Hoa Kỳ David H. Atwater 2.438 GRT ở vị trí khoảng 10 nmi (19 km) về phía Đông Chincoteague, Virginia vào rạng sáng ngày 3 tháng 4. Trong đêm 2 tháng 4, David H. Atwater đang trong hành trình từ Norfolk, Virginia đến Fall River, Massachusetts vận chuyển 4.000 tấn than đá. Lúc khoảng 21 giờ 00, ở vị trí giữa Cape Charles, Virginia và mũi Henlopen, Delaware, chiếc tàu buôn bị U-552 phục kích và truy đuổi ngầm dưới nước. Chiếc tàu ngầm trồi lên mặt nước ở khoảng cách 600 yd (550 m) và bắt đầu tấn công bằng hải pháo và súng máy. Một quả đạn pháo 8,8 cm bắn trúng cầu tàu đã giết chết mọi sĩ quan tại đây, và chiếc tàu buôn bắt đầu đắm. Tuy nhiên Đại úy Erich Topp hạm trưởng U-552 vẫn ra lệnh tiếp tục bắn vào những thủy thủ đang tìm cách hạ các xuồng cứu sinh, khiến họ chỉ còn có cách nhảy xuống biển.
Các tàu tuần tra thuộc lực lượng Tuần duyên Hoa Kỳ đi đến hiện trường sau đó đã cứu được ba người sống sót và vớt thi thể của bốn người khác trên hai xuồng cứu sinh bị đạn bắn thủng. Các tàu khu trục USS Noa và USS Herbert cũng đi đến nơi và bắt đầu truy tìm kẻ tấn công,  nhưng U-552 đã rời đi trước đó. Việc tấn công các xuồng cứu sinh là có chủ đích hay chỉ do không may và vô tình trong bối cảnh tấn công vào ban đêm vẫn là một chủ đề được tranh luận cho đến nay. Một số người của U-552 đã sống sót qua Thế Chiến II, trong đó có Đại úy Erich Topp mà sau này là một đô đốc Hải quân Đức sau chiến tranh; họ đã không chịu bất kỳ sự trừng phạt nào.
U-552 tiếp tục chuyến tuần tra, và đã đánh chìm thêm chiếc tàu chở dầu Hoa Kỳ Byron D. Benson 7.953 GRT ở vị trí khoảng 7,5 nmi (13,9 km) ngoài khơi vịnh Currituck, Bắc Carolina vào ngày 4 tháng 4; tàu chở dầu Anh British Splendour 7.138 GRT và tàu xưởng săn cá voi Na Uy Lancing 7.866 GRT cùng ở vị trí ngoài khơi mũi Hatteras, Bắc Carolina ba ngày sau đó; tàu chở dầu Hoa Kỳ Atlas 7.137 GRT ở vị trí ngoài khơi mũi Lookout, Bắc Carolina vào ngày 9 tháng 4; và tàu chở dầu Hoa Kỳ Tamaulipas 6.943 GRT ở vị trí khoảng 18 nmi (33 km) về phía Đông Bắc mũi Lookout vào ngày 10 tháng 4. Đây là chuyến tuần tra thành công nhất của U-552 với 45.731 GRT tàu bè bị đánh chìm.

#### Chuyến tuần tra thứ chín
U-552 khởi hành từ cảng St. Nazaire vào ngày 9 tháng 6 cho chuyến tuần tra thứ chín chỉ kéo dài cho đến ngày 19 tháng 6. Trong ngày 15 tháng 6, nó tấn công Đoàn tàu HG-84 ở vị trí khoảng 400 nmi (740 km) về phía Tây A Coruña, Tây Ban Nha, lần lượt đánh chìm các tàu buôn Anh Pelayo 1.346 GRT và Etrib 1.943 GRT lúc 00 giờ 58 phút; tàu chở dầu Na Uy Slemdal 1.943 GRT khoảng 90 phút sau đó; cùng các tàu buôn Anh City of Oxford 2.759 GRT và Thurso 2.436 GRT lúc 04 giờ 32 phút.

#### Chuyến tuần tra thứ mười
Xuất phát từ cảng St. Nazaire vào ngày 4 tháng 7 cho chuyến tuần tra thứ mười, U-552 quay trở lại hoạt động tại vùng biển Bắc Đại Tây Dương về phía Đông Newfoundland, Canada. Tại đây nó đã phóng ngư lôi tấn công Đoàn tàu ON-113 vào ngày 25 tháng 7 ở vị trí về phía Đông Newfoundland, đánh chìm chiếc tàu buôn Anh Broompark 5.136 GRT; và gây hư hại cho chiếc tàu chở dầu Anh British Merit 8.093 GRT
Đến ngày 3 tháng 8, U-552 lại tấn công Đoàn tàu ON-155 ở vị trí về phía Đông mũi Race, Newfoundland, đánh chìm chiếc tàu buôn Anh Lochatrine 9.419 GRT và gây hư hại cho chiếc tàu chở dầu Anh G.S. Walden 10.627 GRT Ngay sau đó chiếc tàu ngầm đang đi trên mặt nước bị tàu corvette Canada HMCS Sackville phát hiện và tấn công bằng hải pháo và súng máy. Tháp chỉ huy của U-552 trúng một phát đạn pháo 4-inch và bị hư hại nặng, buộc chiếc tàu ngầm phải kết thúc chuyến tuần tra và quay trở về St. Nazaire vào ngày 13 tháng 8.
Bốn ngày sau đó, 17 tháng 8, Đại úy hạm trưởng Erich Topp được thăng hàm Thiếu tá Hải quân đồng thời được tặng thưởng Huân chương Chữ thập sắt Hiệp sĩ với Nhành sồi và Thanh kiếm. Ông rời U-552 để chỉ huy Chi hạm đội U-boat 27.

#### Chuyến tuần tra thứ mười một
Dưới quyền chỉ huy của hạm trưởng mới, Đại úy Hải quân Klaus Popp, U-552 khởi hành từ cảng St. Nazaire vào ngày 10 tháng 9 cho chuyến tuần tra thứ mười một, và đã hướng xuống phía Nam để hoạt động dọc theo bờ biển Tây Ban Nha và Bồ Đào Nha. Vào ngày 19 tháng 9, nó phóng ngư lôi đánh chìm chiếc tàu đánh cá vũ trang Anh HMS Alouette (520 tấn) ở vị trí khoảng 7 nmi (13 km) về phía Tây Sesimbra.
Sau đó chiếc tàu ngầm tìm cách xâm nhập qua eo biển Gibraltar để tấn công tàu bè Đồng Minh đang tham gia Chiến dịch Torch, nhưng không thể vượt qua hàng rào phòng thủ nghiêm ngặt của đối phương. Nó tiếp tục hướng xuống phía Nam để hoạt động dọc theo bờ biển Tây Phi. Vào ngày 20 tháng 11, U-552 bị tàu ngầm Hà Lan HMNLS K XIV phóng bốn quả ngư lôi tấn công ở vị trí về phía Nam quần đảo Cabo Verde, nhưng chiếc U-boat đã kịp thời phát hiện và cơ động né tránh. Đến ngày 3 tháng 12, nó phóng ngư lôi đánh chìm chiếc tàu buôn Anh Wallsend 3.157 GRT ở vị trí về phía Bắc quần đảo Cabo Verde. U-552 về đến St. Nazaire vào ngày 15 tháng 12, sau 97 ngày hoạt động trên biển. Đây trở thành chuyến đi dài ngày nhất của chiếc tàu ngầm.

### 1943

#### Chuyến tuần tra thứ mười hai
Chuyến tuần tra tiếp theo của U-552, cùng xuất phát và kết thúc tại St. Nazaire, diễn ra tại khu vực Trung tâm Bắc Đại Tây Dương và kéo dài từ ngày 4 tháng 4 đến ngày 13 tháng 6, 1943. Vào ngày 27 tháng 5, một máy bay ném bom B-24 Liberator thuộc Liên đội 59 Không quân Hoàng gia Anh đã phát hiện con tàu đang đi trên mặt nước và thả tám quả mìn sâu tấn công. Chiếc U-boat đã lặn khẩn cấp để ẩn nấp và chạy thoát, mặc dù chịu đựng nhiều hư hại.

#### Chuyến tuần tra thứ mười ba
U-552 tiếp tục hoạt động tại khu vực Trung tâm Bắc Đại Tây Dương trong chuyến tuần tra thứ mười ba từ ngày 3 tháng 10 đến ngày 30 tháng 11.

### 1944

#### Chuyến tuần tra thứ mười bốn
Trong chuyến tuần tra thứ mười bốn diễn ra từ ngày 8 đến ngày 14 tháng 2, 1944, chiếc tàu ngầm đã hoạt động trong vịnh Biscay.

#### Chuyến tuần tra thứ mười lăm
Xuất phát từ cảng St. Nazaire lần sau cùng vào ngày 16 tháng 2, U-552 thực hiện chuyến tuần tra thứ mười lăm tại vùng biển Bắc Đại Tây Dương về phía Đông Nam Greenland. Sau đó con tàu được rút về Đức làm nhiệm vụ huấn luyện, nên đã băng ngược khe GI-UK để trở lại Bắc Hải và tiến vào biển Baltic. U-552 đi đến cảng Danzig (nay là Gdańsk thuộc Ba Lan) vào ngày 28 tháng 4.

### 1945
U-552 làm nhiệm vụ huấn luyện trong thành phần Chi hạm đội U-boat 22 trong khu vực biển Baltic cho đến khi được cho xuất biên chế vào tháng 2, 1945. Khi cuộc xung đột bước vào giai đoạn kết thúc, theo dự định của Chiến dịch Regenbogen, con tàu bị đắm đắm trong vịnh Wilhelmshaven vào ngày 5 tháng 5, 1945 để tránh bị lọt vào tay lực lượng Đồng Minh.

### "Bầy sói" tham gia
U-552 từng tham gia 21 bầy sói:
- Brandenburg (15 – 26 tháng 9, 1941)
- Stosstrupp (30 tháng 10 – 4 tháng 11, 1941)
- Störtebecker (15 – 19 tháng 11, 1941)
- Benecke (19 – 22 tháng 11, 1941)
- Seydlitz (27 tháng 12, 1941 – 6 tháng 1, 1942)
- Zieten (6 – 19 tháng 1, 1942)
- Endrass (12 – 17 tháng 6, 1942)
- Wolf (13 – 30 tháng 7, 1942)
- Pirat (30 tháng 7 – 3 tháng 8, 1942)
- Steinbrinck (3 – 4 tháng 8, 1942)
- Meise (11 – 27 tháng 4, 1943)
- Star (27 tháng 4 – 4 tháng 5, 1943)
- Fink (4 – 6 tháng 5, 1943)
- Naab (12 – 15 tháng 5, 1943)
- Donau 2 (15 – 19 tháng 5, 1943)
- Mosel (19 – 24 tháng 5, 1943)
- Siegfried (22 – 27 tháng 10, 1943)
- Siegfried 2 (27 – 30 tháng 10, 1943)
- Jahn (30 tháng 10 – 2 tháng 11, 1943)
- Tirpitz 3 (2 – 8 tháng 11, 1943)
- Eisenhart 5 (9 – 15 tháng 11, 1943)

### Tóm tắt chiến công
U-552 đã đánh chìm tổng cộng 30 tàu buôn, một tàu chiến và một tàu chiến phụ trợ với tổng tải trọng 163.756 GRT và 1.190 tấn, đồng thời gây hư hại cho ba tàu buôn với tổng tải trọng 26.910 GRT:
| Ngày              | Tên tàu           | Quốc tịch              | Tải trọng | Số phận      |
| ----------------- | ----------------- | ---------------------- | --------- | ------------ |
| 1 tháng 3, 1941   | Cadillac          | United Kingdom         | 12.062    | Bị đánh chìm |
| 10 tháng 3, 1941  | Reykjaborg        | Iceland                | 687       | Bị đánh chìm |
| 27 tháng 4, 1941  | Commander Horton  | United Kingdom         | 227       | Bị đánh chìm |
| 27 tháng 4, 1941  | Beacon Grange     | United Kingdom         | 10.119    | Bị đánh chìm |
| 28 tháng 4, 1941  | Capulet           | United Kingdom         | 8.190     | Bị hư hại    |
| 1 tháng 5, 1941   | Nerissa           | United Kingdom         | 5.583     | Bị đánh chìm |
| 10 tháng 6, 1941  | Ainderby          | United Kingdom         | 4.860     | Bị đánh chìm |
| 12 tháng 6, 1941  | Chinese Prince    | United Kingdom         | 8.593     | Bị đánh chìm |
| 18 tháng 6, 1941  | Norfolk           | United Kingdom         | 10.948    | Bị đánh chìm |
| 23 tháng 8, 1941  | Spind             | Norway                 | 2.129     | Bị đánh chìm |
| 20 tháng 9, 1941  | T.J. Williams     | United Kingdom         | 8.212     | Bị đánh chìm |
| 20 tháng 9, 1941  | Pink Star         | Panama                 | 4.150     | Bị đánh chìm |
| 20 tháng 9, 1941  | Barbaro           | Norway                 | 6.325     | Bị đánh chìm |
| 30 tháng 10, 1941 | USS Reuben James  | Hải quân Hoa Kỳ        | 1.190     | Bị đánh chìm |
| 15 tháng 1, 1942  | Dayrose           | United Kingdom         | 4.113     | Bị đánh chìm |
| 18 tháng 1, 1942  | Frances Salman    | United States          | 2.609     | Bị đánh chìm |
| 20 tháng 1, 1942  | Maro              | Greece                 | 3.838     | Bị đánh chìm |
| 25 tháng 3, 1942  | Ocana             | Netherlands            | 6.256     | Bị đánh chìm |
| 3 tháng 4, 1942   | David H. Atwater  | United States          | 2.438     | Bị đánh chìm |
| 4 tháng 4, 1942   | Byron D. Benson   | United States          | 7.953     | Bị đánh chìm |
| 7 tháng 4, 1942   | British Splendour | United Kingdom         | 7.138     | Bị đánh chìm |
| 7 tháng 4, 1942   | Lancing           | Norway                 | 7.866     | Bị đánh chìm |
| 9 tháng 4, 1942   | Atlas             | United States          | 7.137     | Bị đánh chìm |
| 10 tháng 4, 1942  | Tamaulipas        | United States          | 6.943     | Bị đánh chìm |
| 15 tháng 6, 1942  | City of Oxford    | United Kingdom         | 2.759     | Bị đánh chìm |
| 15 tháng 6, 1942  | Etrib             | United Kingdom         | 1.943     | Bị đánh chìm |
| 15 tháng 6, 1942  | Pelayo            | United Kingdom         | 1.346     | Bị đánh chìm |
| 15 tháng 6, 1942  | Slemdal           | Norway                 | 7.374     | Bị đánh chìm |
| 15 tháng 6, 1942  | Thurso            | United Kingdom         | 2.436     | Bị đánh chìm |
| 25 tháng 7, 1942  | British Merit     | United Kingdom         | 8.093     | Bị hư hại    |
| 25 tháng 7, 1942  | Broompark         | United Kingdom         | 5.136     | Bị đánh chìm |
| 3 tháng 8, 1942   | G.S. Walden       | United Kingdom         | 10.627    | Bị hư hại    |
| 3 tháng 8, 1942   | Lochatrine        | United Kingdom         | 9.419     | Bị đánh chìm |
| 19 tháng 9, 1942  | HMS Alouette      | Hải quân Hoàng gia Anh | 520       | Bị đánh chìm |
| 3 tháng 12, 1942  | Wallsend          | United Kingdom         | 3.157     | Bị đánh chìm |